# Dieléctrico

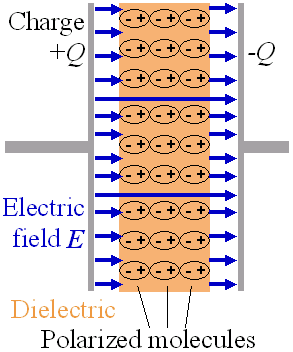
Material polarizado.

En electromagnetismo, un material dieléctrico, medio dieléctrico o simplemente dieléctrico es un aislante eléctrico —material con una baja conductividad eléctrica (σ << 1)—; tiene la propiedad de formar dipolos eléctricos en su interior bajo la acción de un campo eléctrico) que puede ser polarizado por un campo eléctrico aplicado. Cuando un material dieléctrico se coloca en un campo eléctrico, las cargas eléctricas no fluyen a través del material como lo hacen en un conductor eléctrico, porque no tienen electrones sueltos o libres que puedan desplazarse a través del material, sino que se desplazan ligeramente de sus posiciones de equilibrio promedio, causando polarización dieléctrica. Debido a la polarización dieléctrica, las cargas positivas se desplazan en la dirección del campo y las cargas negativas se desplazan en la dirección opuesta al campo (por ejemplo, si el campo se mueve paralelo al eje x positivo, las cargas negativas se desplazarán en sentido negativo). dirección x). Esto crea un campo eléctrico interno que reduce el campo general dentro del propio dieléctrico. Si un dieléctrico está compuesto de moléculas débilmente unidas, esas moléculas no solo se polarizan, sino que también se reorientan para que sus ejes de simetría se alineen con el campo.
Así, todos los materiales dieléctricos son aislantes pero no todos los materiales aislantes son dieléctricos.
Algunos ejemplos de este tipo de materiales son el vidrio, la cerámica, la goma, el petróleo, la mica, la cera, el papel, la madera seca, la porcelana, algunas grasas para uso industrial y electrónico y la baquelita. En cuanto a los gases se utilizan como dieléctricos sobre todo el aire, el nitrógeno y el hexafluoruro de azufre.
El vocablo «dieléctrico» (del griego δια- dia-, que significa ‘a través de’) fue concebido por William Whewell en respuesta a una petición de Michael Faraday.

## Aplicaciones  de dieléctricos
Los dieléctricos más utilizados son el aire, el papel y el Policloruro de vinilo. La introducción de un dieléctrico en un condensador aislado de una batería eléctrica, tiene las siguientes consecuencias:
- Disminuye el campo eléctrico entre las placas del condensador eléctrico.
- Disminuye la diferencia de potencial entre las placas del condensador, en una relación Vi/k.
- Aumenta la diferencia de potencial máxima que el condensador es capaz de resistir sin que salte una chispa entre las placas (ruptura dieléctrica).
- Aumento por tanto de la capacidad eléctrica del condensador en k veces.
- La carga no se ve afectada, ya que permanece la misma que ha sido cargada cuando el condensador estuvo sometido a un voltaje.

Normalmente un dieléctrico se vuelve conductor cuando se sobrepasa el campo de ruptura del dieléctrico. Esta tensión máxima se denomina rigidez dieléctrica. Es decir, si aumentamos mucho el campo eléctrico que pasa por el dieléctrico convertiremos dicho material en un conductor.
Tenemos que la capacitancia con un dieléctrico llenando todo el interior del condensador (plano-paralelo) está dado por:

{\displaystyle C={\frac {k\epsilon _{0}A}{d}}}

donde
{\displaystyle \epsilon _{0}\,} es la permitividad eléctrica del vacío.

## Susceptibilidad eléctrica
La susceptibilidad eléctrica χe de un material dieléctrico es una medida de con cuanta facilidad se polariza el ser expuesto a un campo eléctrico. Ello a su vez, determina la permisividad eléctrica del material y por lo tanto influencia mucho otros fenómenos en este medio, desde la capacitancia de los capacitores a la velocidad de la luz.
Se la define como la constante de proporcionalidad (que puede ser un tensor) que relaciona el campo eléctrico E con la densidad de polarización eléctrica inducida P de manera que
{\displaystyle \mathbf {P} =\varepsilon _{0}\chi _{e}\mathbf {E} ,}
donde ε0 es la permisividad eléctrica en el vacío.
La susceptibilidad de un medio está relacionada con su permisividad relativa εr mediante la expresión
{\displaystyle \chi _{e}\ =\varepsilon _{r}-1.}
Por lo cual en el caso del vacío,
{\displaystyle \chi _{e}\ =0.}
El desplazamiento eléctrico D está relacionado con la densidad de polarización P mediante la expresión
{\displaystyle \mathbf {D} \ =\ \varepsilon _{0}\mathbf {E} +\mathbf {P} \ =\ \varepsilon _{0}\left(1+\chi _{e}\right)\mathbf {E} \ =\ \varepsilon _{0}\varepsilon _{r}\mathbf {E} .}

### Dispersión y causalidad
En general,un material no se polariza de manera instantánea en respuesta a un campo aplicado. La formulación más general en función del tiempo es
{\displaystyle \mathbf {P} (t)=\varepsilon _{0}\int _{-\infty }^{t}\chi _{e}\left(t-t'\right)\mathbf {E} (t')\,dt'.}
O sea, la polarización es una convolución del campo eléctrico en tiempos previos donde la susceptibilidad dependiente del tiempo es χe(Δt). El límite superior de esta integral se puede extender hasta infinito si se define χe(Δt) = 0 para Δt < 0. La respuesta instantánea corresponde a la susceptibilidad función delta de Dirac χe(Δt) = χeδ(Δt).
En un sistema lineal es más conveniente utilizar la transformada de Fourier y escribir esta relación como una función de la frecuencia. Utilizando el teorema de convolución, la integral se transforma en un simple producto,
{\displaystyle \mathbf {P} (\omega )=\varepsilon _{0}\chi _{e}(\omega )\mathbf {E} (\omega ).}
La susceptibilidad (o de manera equivalente la permisividad) es dependiente de la frecuencia. El rango de susceptibilidad con respecto a la frecuencia caracteriza las propiedades de dispersión del material.
Es más, el hecho que la polarización solo puede depender del campo eléctrico en el tiempo previo (o sea, χe(Δt) = 0 para Δt < 0), una consecuencia de la causalidad, impone limitantes de Kramers–Kronig en las componentes reales e imaginarias de la susceptibilidad χe(ω).

## Polarización dieléctrica

### Modelo atómico básico

Interacción del campo eléctrico con un átomo bajo el modelo dieléctrico clásico.

En el enfoque clásico del dieléctrico, el material está formado por átomos. Cada átomo consta de una nube de carga negativa (electrones) unida y rodeando una carga puntual positiva en su centro. En presencia de un campo eléctrico, la nube de carga se distorsiona, como se muestra en la parte superior derecha de la figura.
Esto se puede reducir a un simple dipolo usando el principio de superposición. Un dipolo se caracteriza por su momento dipolar, una cantidad vectorial que se muestra en la figura como la flecha azul denominada M. Es la relación entre el campo eléctrico y el momento dipolar lo que da lugar al comportamiento del dieléctrico. (Tenga en cuenta que el momento dipolar apunta en la misma dirección que el campo eléctrico en la figura. Este no siempre es el caso y es una gran simplificación, pero es cierto para muchos materiales).
Cuando se elimina el campo eléctrico, el átomo vuelve a su estado original. El tiempo requerido para hacerlo es el llamado tiempo de relajación; un decaimiento exponencial.
Esta es la esencia del modelo en física. El comportamiento del dieléctrico ahora depende de la situación. Cuanto más complicada sea la situación, más rico debe ser el modelo para describir con precisión el comportamiento. Las preguntas importantes son:
- ¿El campo eléctrico es constante o varía con el tiempo? ¿A qué tasa?
- ¿La respuesta depende de la dirección del campo aplicado (isotropía del material)?
- ¿La respuesta es la misma en todas partes (homogeneidad del material)?
- ¿Hay que tener en cuenta algunos límites o interfaces?
- ¿Es la respuesta lineal con respecto al campo, o hay no linealidades?

La relación entre el campo eléctrico E y el momento dipolar M da lugar al comportamiento del dieléctrico, que, para un material dado, se puede caracterizar por la función F  definido por la ecuación:
{\displaystyle \mathbf {M} =\mathbf {F} (\mathbf {E} ).}

Cuando se han definido tanto el tipo de campo eléctrico como el tipo de material, se elige la función F más simple que predice correctamente los fenómenos de interés. Los ejemplos de fenómenos que se pueden modelar incluyen:
- Índice de refracción
- Dispersión de velocidad de grupo
- Birrefringencia
- Auto concentración
- Generación armónica

### Polarización dipolar
La polarización dipolar es una polarización que es inherente a las moléculas polaress (polarización de orientación), o puede ser inducida en cualquier molécula en la que es posible la distorsión asimétrica de los núcleos (polarización de distorsión). La polarización de orientación resulta de un dipolo permanente, por ejemplo, el que surge del ángulo de 104,45° entre los enlaces asimétricos entre los átomos de oxígeno e hidrógeno en la molécula de agua, que retiene la polarización en ausencia de un campo eléctrico externo. El ensamblaje de estos dipolos forma una polarización macroscópica.
Cuando se aplica un campo eléctrico externo, la distancia entre cargas dentro de cada dipolo permanente, que está relacionada con el enlace químico, permanece constante en la polarización de orientación; sin embargo, la dirección de la polarización misma gira. Esta rotación ocurre en una escala de tiempo que depende del torque y la viscosidad local circundante de las moléculas. Debido a que la rotación no es instantánea, las polarizaciones dipolares pierden la respuesta a los campos eléctricos en las frecuencias más altas. Una molécula gira alrededor de 1 radian por picosegundo en un fluido, por lo que esta pérdida se produce a unos 1011 Hz (en la región de las microondas). El retraso de la respuesta al cambio del campo eléctrico provoca fricción y calor.
Cuando se aplica un campo eléctrico externo a frecuencias infrarrojas o menos, las moléculas se doblan y estiran por el campo y el momento dipolar molecular cambia. La frecuencia de vibración molecular es aproximadamente la inversa del tiempo que tardan las moléculas en doblarse, y esta polarización de distorsión desaparece por encima del infrarrojo.

### Polarización iónica
La polarización iónica es la polarización causada por los desplazamientos relativos entre los iones positivos y negativos en los cristales iónicos (por ejemplo, NaCl).
Si un cristal o una molécula consta de átomos de más de un tipo, la distribución de cargas alrededor de un átomo en el cristal o la molécula tiende a ser positiva o negativa. Como resultado, cuando las vibraciones de la red o las vibraciones moleculares inducen desplazamientos relativos de los átomos, los centros de cargas positivas y negativas también se desplazan. Las ubicaciones de estos centros se ven afectadas por la simetría de los desplazamientos. Cuando los centros no se corresponden, surge la polarización en moléculas o cristales. Esta polarización se denomina polarización iónica.
La polarización iónica provoca el efecto ferroeléctrico así como la polarización dipolar. La transición ferroeléctrica, que es causada por el alineamiento de las orientaciones de los dipolos permanentes a lo largo de una dirección particular, se denomina transición de fase de orden-desorden. La transición provocada por las polarizaciones iónicas en los cristales se denomina transición de fase desplazada.

#### En células
La polarización iónica permite la producción de compuestos ricos en energía en las células (la bomba de protones en la mitocondria) y, en la membrana plasmática, el establecimiento del potencial de reposo , transporte energéticamente desfavorable de iones y comunicación de célula a célula (la Na+/K+-ATPasa).
Todas las células en los tejidos del cuerpo animal están eléctricamente polarizadas; en otras palabras, mantienen una diferencia de voltaje a través de la membrana plasmática de la célula, conocida como potencial de membrana. Esta polarización eléctrica resulta de una interacción compleja entre transportadores de iones y canales de iones.
En las neuronas, los tipos de canales iónicos en la membrana generalmente varían en diferentes partes de la célula, dando a las dendritas, axónes y cuerpos celulares diferentes propiedades eléctricas. Como resultado, algunas partes de la membrana de una neurona pueden ser excitables (capaces de generar potenciales de acción), mientras que otras no lo son.

## Algunos dieléctricos prácticos
Los materiales dieléctricos pueden ser sólidos, líquidos o gases. (Un alto vacío también puede ser un dieléctrico útil, casi sin pérdidas, aunque su constante dieléctrica relativa sea solo la unidad).
Los dieléctricos sólidos son quizás los dieléctricos más utilizados en la ingeniería eléctrica, y muchos sólidos son muy buenos aislantes. Algunos ejemplos incluyen porcelana, vidrio y la mayoría de los plásticos. El aire, el nitrógeno y el hexafluoruro de azufre son los tres dieléctricos gaseosos más utilizados.
- Los recubrimientos industriales como Parylene proporcionan una barrera dieléctrica entre el sustrato y su entorno.
- El aceite mineral se usa ampliamente dentro de los transformadores eléctricos como dieléctrico fluido y para ayudar en el enfriamiento. Los fluidos dieléctricos con constantes dieléctricas más altas, como el aceite de ricino de grado eléctrico, a menudo se usan en capacitores de alto voltaje para ayudar a prevenir la descarga de corona y aumentar la capacitancia.
- Debido a que los dieléctricos resisten el flujo de electricidad, la superficie de un dieléctrico puede retener cargas eléctricas en exceso varadas . Esto puede ocurrir accidentalmente cuando se frota el dieléctrico (el efecto triboeléctrico). Esto puede ser útil, como en un generador de Van de Graaff o electróforo, o puede ser potencialmente destructivo como en el caso de una descarga electrostática .
- Los dieléctricos especialmente procesados, llamados electretos (que no deben confundirse con los ferroeléctricos ), pueden retener un exceso de carga interna o una polarización «congelada». Los electretos tienen un campo eléctrico semipermanente y son el equivalente electrostático de los imanes. Los electretos tienen numerosas aplicaciones prácticas en el hogar y la industria.

Algunos dieléctricos pueden generar una diferencia de potencial cuando se someten a tensión mecánica o (equivalentemente) cambian de forma física si se aplica un voltaje externo a través del material. Esta propiedad se llama piezoelectricidad. Los materiales piezoeléctricos son otra clase de dieléctricos muy útiles.
Algunos cristales iónicos y dieléctricos poliméricos exhiben un momento dipolar espontáneo, que puede revertirse mediante un campo eléctrico aplicado externamente. Este comportamiento se denomina efecto ferroeléctrico. Estos materiales son análogos a la forma en que se comportan los materiales ferromagnéticos dentro de un campo magnético aplicado externamente. Los materiales ferroeléctricos a menudo tienen constantes dieléctricas muy altas, lo que los hace muy útiles para capacitores.

## Paraelectricidad
La paraelectricidad es el comportamiento nominal de los dieléctricos cuando el tensor de permitividad dieléctrica es proporcional a la matriz unitaria, es decir, un campo eléctrico aplicado provoca la polarización y/o la alineación de los dipolos sólo en paralelo al campo eléctrico aplicado. Contrariamente a la analogía con un material paramagnético, no es necesario que exista un dipolo eléctrico permanente en un material paraeléctrico. Los mecanismos que causan el comportamiento paraeléctrico son la distorsión de iones individuales (desplazamiento de la nube de electrones del núcleo) y la polarización de moléculas o combinaciones de iones o defectos.
La paraelectricidad puede darse en fases cristalinas en las que los dipolos eléctricos no están alineados y, por tanto, tienen el potencial de alinearse en un campo eléctrico externo y debilitarlo.
La mayoría de los materiales dieléctricos son paraeléctricos. Un ejemplo concreto de material paraeléctrico de elevada constante dieléctrica es el titanato de estroncio.
El cristal LiNbO3 es ferroeléctrico por debajo de 1430 K, y por encima de esta temperatura se transforma en una fase paraeléctrica desordenada. Del mismo modo, otras perovskitas también presentan paraelectricidad a altas temperaturas.
La paraelectricidad se ha estudiado como posible mecanismo de refrigeración; la polarización de un paraeléctrico mediante la aplicación de un campo eléctrico en condiciones de proceso adiabático aumenta la temperatura, mientras que la eliminación del campo reduce la temperatura. Una bomba de calor que funcione polarizando el paraeléctrico, permitiéndole volver a la temperatura ambiente (disipando el calor extra), poniéndolo en contacto con el objeto a enfriar y, finalmente, despolarizándolo, daría como resultado la refrigeración.